# Jan Valkestijn
Johannes Wilhelmus Nicolaas (Jan) Valkestijn MBE (Amsterdam, 7 september 1928 – Heemstede (NH), 16 juni 2017) was een Nederlands rooms-katholiek priester, dirigent, componist en muziekwetenschapper.

## Loopbaan
Hij was zoon van Wilhelmina Kok en boekhouder Nicolaas Cornelis Johannes Valkestijn. Valkestijn werd in 1956 tot priester gewijd. Hij werd muziekleraar aan de seminaries van Hageveld en Warmond. In 1963 verkreeg hij het diploma muziektheorie aan het Conservatorium van Amsterdam met docenten Léon Orthel, Anthon van der Horst, Gustav Leonhardt en Hennie Schouten. Hij werd vervolgens door de bisschop van Haarlem Jan van Dodewaard benoemd tot directeur van het muziekinstituut van de Haarlemse Kathedrale basiliek Sint Bavo en dirigent van het kathedrale koor. Hij vervulde deze functies tot 1989.
In 1964 werd hij daarnaast docent kerkmuziek aan het Conservatorium van Amsterdam en in 1982 studeerde hij cum laude af aan de Universiteit van Amsterdam in de muziekwetenschap.
Hij overleed op 88-jarige leeftijd en werd begraven in Overveen.

## Werken
Composities
- Het lijden van onze Heer Jesus Christus volgens Johannes
- In passione Domini
- Psalm 148
- Media Vita

Boeken
- Geschiedenis van de jongenszang tot aan de reformatie, Tabor (1989)
- Op maat geschoold De Vrieseborch Haarlem, (1996) ISBN 90-6076-414-5
- Gezangen uit de occo codex, Moebiprint (2005)
- Gregoriaans als bron van de Europese muziek, Moebiprint (2009)

## Onderscheidingen
- 1981 - Kapelaan van Zijne Heiligheid verleend door Paus Johannes Paulus II;
- 1982 - Ridder in de Orde van Oranje-Nassau;
- 1995 - Lid in de Orde van het Britse Rijk (MBE);
- 2009 - Honorair kanunnik van de Kathedrale Basiliek Sint Bavo.